# All Too Soon
All Too Soon is een song van bigbandleider en jazzcomponist Duke Ellington uit 1940. De tekst werd geschreven door Carl Sigman. Het nummer is (naast het orkest van Ellington) opgenomen door onder meer Ella Fitzgerald, Sarah Vaughan en Peggy Lee.